# Liste des autoroutes de la Syrie
La Syrie dispose de 877 km d'autoroutes dont 4 autoroutes principales :
Le pays participe au réseau routier du Mashreq Arabe.
- L'autoroute M1 qui longe la mer Méditerranée, rejoint Homs à Lattaquié, en passant par Tartous.
- L'autoroute M3, qui relie le centre-ville d'Alep à l'aéroport international de la ville.
- L'autoroute M4 qui passe par le nord. Elle part de Lattaquié et rejoint la frontière irakienne au poste-frontière de Al-Yaarubiyah, en passant par Alep, puis Kameshli, près de la frontière turque.
- L'autoroute M5, qui est la plus utilisée, passe par les villes les plus importantes : elle part de frontière jordanienne, près de la localité de Nassib, pour rejoindre Alep, en passant par Damas, Homs et Hama. On l'appelle aussi Tarik ash-Cham, en français « route de Damas ».
- L'autoroute M6, qui relie l'aéroport international de Damas au centre-ville de la capitale.